# Gelbgießer

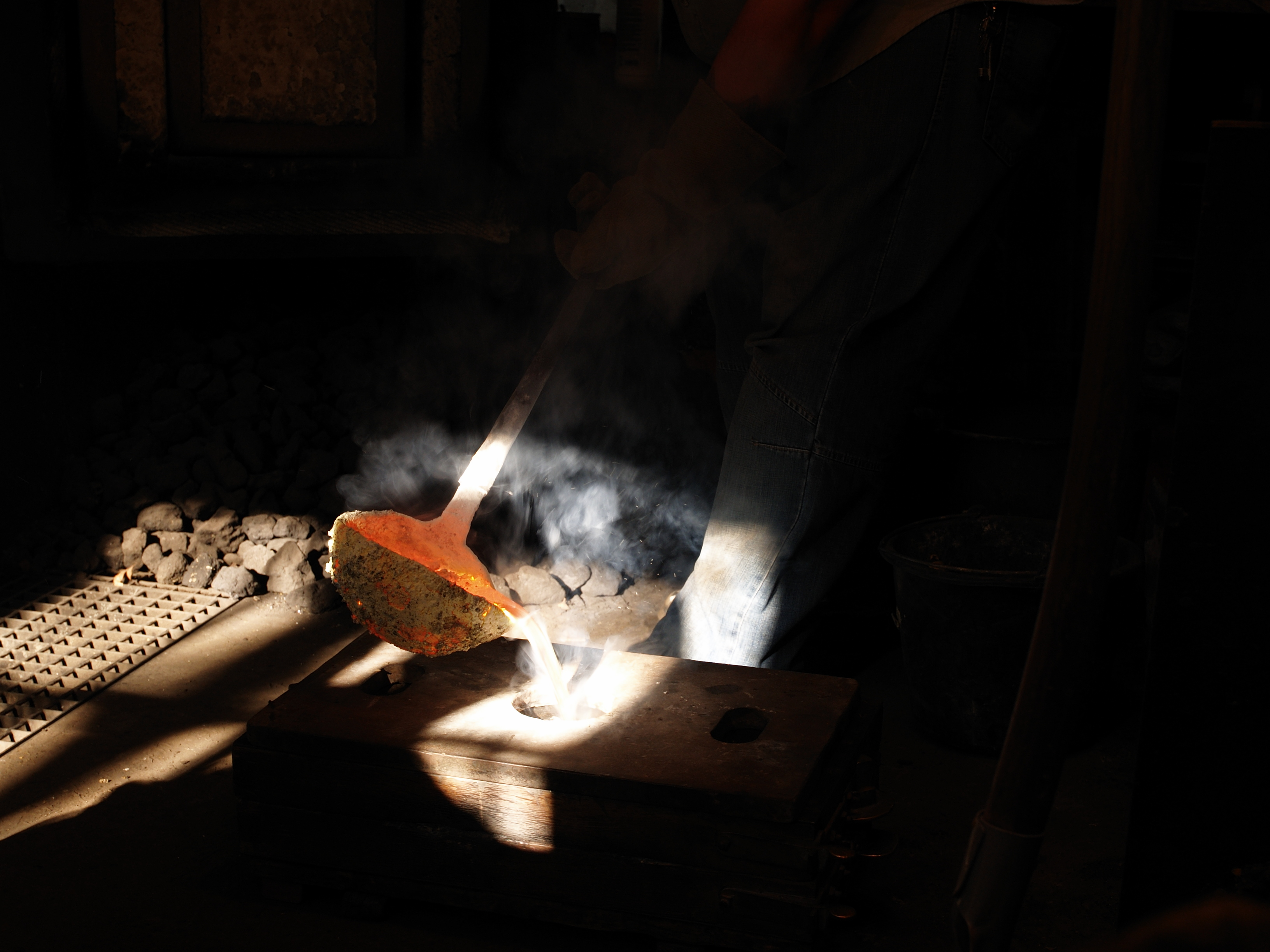
Flüssiges Messing wird in die Form gegossen

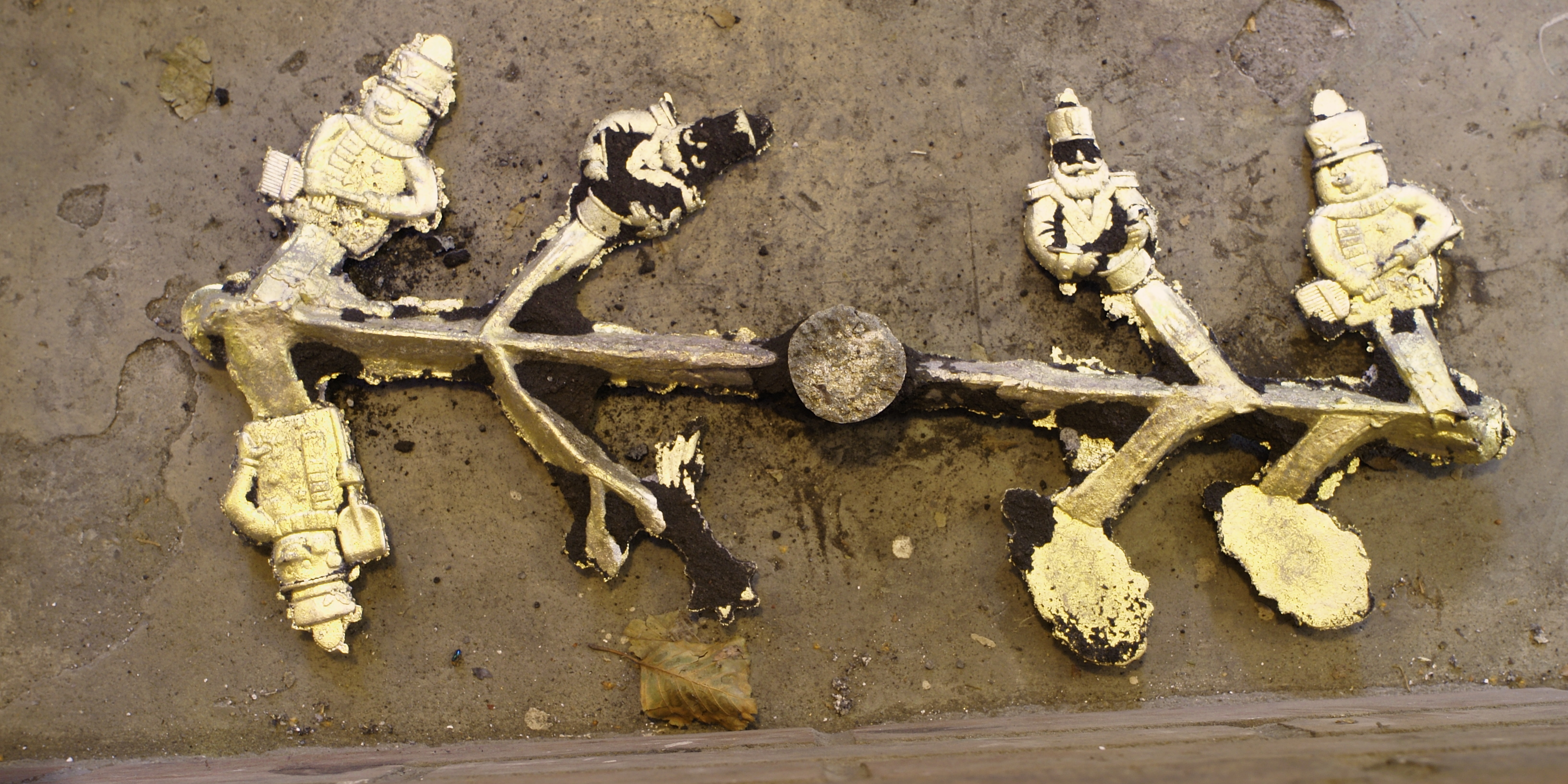
Gussobjekt mit Resten von Formsand, die Figuren müssen noch abgetrennt werden.

Gelbgießer, auch als Grapen- oder Gropengießer bezeichnet, ist ein Beruf, der sich zum Ende des 18. Jahrhunderts als Spezialisierung aus dem Rotgießer- und Gürtlerhandwerk entwickelte.
Der Gelbgießer fertigte mittels Guss in Lehm- oder seit dem 18. Jahrhundert in Sandformen kleine Gegenstände aus Messing, die danach poliert, geschliffen, abgedreht oder vergoldet wurden. Zu den typischen Erzeugnissen gehören etwa Grapen, Mörser, Schnallen, kleine Leuchter, Figuren, Beschläge, Glocken und Schellen, Armaturen für die Feuerwehren sowie Knöpfe.